# Sliedrecht
Sliedrecht és un municipi de la província d'Holanda del Sud, al sud dels Països Baixos. L'1 de gener del 2009 tenia 23.974 habitants repartits sobre una superfície de 14,00 km² (dels quals 1,23 km² corresponen a aigua). Limita al nord amb Graafstroom, a l'oest amb Papendrecht, a l'est amb Hardinxveld-Giessendam i al sud amb Dordrecht.

## Ajuntament (2006)
El consistori municipal està format per 19 regidors dels partits:
- SGP/ChristenUnie 7 regidors
- PvdA 6 regidors
- PRO Sliedrecht 2 regidors
- CDA 2 regidors
- VVD 2 regidors

## Agermanaments
- Orăştie